# Stojčo Atanasov
Stojčo Ivanov Atanasov (in bulgaro Стойчо Иванов Атанасов?, traslitterato anche Stoycho Atanasov; Burgas, 14 maggio 1997) è un calciatore bulgaro, difensore svincolato.